# Antonov An-70
Antonov An-70 je štirimotorno transportno letalo ukrajinskega proizvajalca Antonov. Je prvo veliko letalo s propfan motorji. Propfan pomeni kombinacija propelerja in ventilatorja (fan), sicer je propfan zelo podoben turbopropelerskem motorju. Vsak motor ima kontrarotirajoča propelerja in doseže potovalno hitrost 750 km/h, kar je primerljivo z reaktivnimi letali.

## Načrtovanje
Razvoj An-70 se je začel v Sovjetski zvezi na zaćetku osemdesetih. Proizvodnja je bila načrtovana v Kijevu in Samari (proizvodnja na več lokacijah je bila tipična za vojaška letala zaradi strateških razlogov). Izdelava letala naj bi zagotovila 80.000 služb, sovjetska zračne sile so hotele kupiti 160 letal. Po razpadu sovjetske zveze je zmanjkalo sredstev, Ukrajina in Rusija sta nato skupaj finacirali razvoj in izdelavo dveh prototipov v Kijevu.
An-70 ima visoko krilo, stekleni kokpit in fly-by-wire. Ima 19,1 (22,4 z rampo) x 4 x 4,1 metrov velik tovorni prostor, maksimalna teža tovora pa je 47 ton. Poganjajo ga štirje Progress D-27 propfani, s kontrarotirajočimi scimitar propelerji.
Prvi prototip je strmoglavil leta 1995, po trčenju v zraku z zasledovalnim letalom An-72. Drug prototip je poletel 21 mesecev pozneje decembra 1996.
An-70 je prvo letalo bivšega vzhodnega bloka, ki je bilo zasnovano z zahodnimi normami JAR-25, kar bi omogočilo komercialno uporabo v Evropi ina Severni Ameriki. Uporabili so tudi MIL-STD-1553 podatkovni vmesnik, kar omogoča uporabo NATO avionike.
Leta 1997 so se Nemci zanimali za letalo An-70, ki ima v primerjavi z A400M boljše tehnične specifikacije in je precej cenejši, vendar z večjimi stroški obratovanja. Zaradi političnih pritiskov francoske vlade so potem naročili A400M. Obe letali imata poleg precejšnjih političnih težav (overbudget) tudi težave v testiranju in obratovanju.
Drug prototip je leta 2001 zasilno pristal med testiranjem v hladnem vremenu v Omsku. Izgubil je moč na dveh motorjih. Antonov je potem zelo hitro popravil poškodovano letalo, vendar so je medtem skrčilo financiranje.
Leta 2002 sta se Rusija in Ukrajina dogovorili o 50-50 sodelovanju. Testiranja letala naj bi se nadaljevalo. Leta 2006 je Rusija oznanila odstop od projekta, An-70 naj bi postal težko in drago letalo. Il-76MF naj bi stal polovico manj ko An-70. Po oranžni revoluciji v Ukrajini je politična volja za razvoj upadla. V projekt so investirali okrog 5 milijard ameriških dolarjev, Rusija je prispevala 60%.
Rusija je kasneje izrazila potrebo po 60 letalih do leta 2020, letalo naj bi kupila tudi tovorna letalska družba Volga-Dnepr. Drug prototip je spet letel leta 2012.
Po ruski okupaciji Krima leta 2014 je Ukrajina prekinila vsa vojaško-tehnična sodelovanja z Rusijo, vključno s projektom razvoja An-70.

## Uporabniki
- Ukrajinske zračne sile - uradno uporabnik od 2015[16]

## Tehnične specifikacije
- Posadka: 4 (2 pilota, navigator in inženir)
- Kapaciteta: 300 vojakov
- Tovor: 47.000 kg (103.620 lb) tovora
- Dolžina: 40,7 m (133 ft 6 in)
- Razpon kril: 44,06 m (144 ft 7 in)
- Višina: 16,38 m (53 ft 9 in)
- Prazna teža: 66.230 kg (146.000 lb)
- Maks. vzletna teža: 145.000 kg (319.670 lb)
- Motorji: 4 × Progress D-27 PropFan, 10.350 kW (13.880 KM) vsak
- Maks. hitrost: 780 km/h (421 knots, 485 mph)
- Potovalna hitrost: 750 km/h (405 knots, 466 mph)
- Hitrost izgube vzgona: 113 km/h (61 knots, 70 mph)
- Dolet: 6.600 km or 5.000 km (3.564 nm or 2.700 nm) z 20 oziroma 35 tonami tovora
- Največja višina leta: 12.000 m (39.370 ft)
- Hitrost vzpenjanja: 24,9 m/s (81,7 ft/s)